# Polterabend
Polterabend es un término usado para referirse a la costumbre nupcial alemana de romper flautas para propiciar buena suerte en el matrimonio. La creencia en la efectividad de esta superstición se refleja en el antiguo adagio: Scherben bringen Glück, "los añicos traen suerte". Originariamente, la palabra Scherbe (pedazo, fragmento) hacía referencia a las vasijas de los alfareros enteras y no sólo a los trozos rotos. Se decía que una vasija era un talismán, cuya tenencia atraía la buena suerte.

## La tradición
El Polterabend tiene lugar normalmente delante de la casa de la novia (o la de sus padres), aunque se pueden hacer excepciones por motivos de falta de espacio. Generalmente la pareja se encarga de anunciar el evento, pero no manda específicamente invitaciones individuales, sino que la noticia se transmite de forma oral. Muchas parejas utilizan la ocasión para hacer partícipes del enlace a conocidos que no están invitados a la boda en sí. A veces se ofrece un pequeño ágape, que puede ser organizado tanto por los invitados como por los propios novios.
El punto culminante de la celebración es cuando se arrojan al suelo los objetos de porcelana traídos por los invitados. Entre los objetos que se rompen puede haber desde platos, macetas y azulejos hasta fregaderos y tazas de retrete. A veces se traen objetos metálicos como latas o tapones de botellas. Están prohibidos objetos de cristal, pues el cristal se supone que simboliza la felicidad y no debe ser roto; especialmente, no se pueden romper espejos, ya que acarrearía siete años de mala suerte. La pareja se encarga después de limpiar los fragmentos rotos. Esto simboliza que los novios deben ser conscientes de que tienen que trabajar juntos para superar las situaciones difíciles que les planteará la vida conyugal.
Hay una tradición relativamente nueva llamada Polterhochzeit, en la que se combina el Polterabend con la propia ceremonia de bodas.

## Origen
Se desconoce el origen exacto del Polterabend. Algunos piensan que las tribus germánicas rompían piezas de cerámica para ahuyentar los malos espíritus. Otros sostienen que el origen está en un ritual pagano consistente en romper los altares ceremoniales de barro tras un sacrificio u ofrenda. Se baraja incluso que el Polterabend pudo tener en origen algún tipo de motivación psicológica: los pretendientes que deseaban a la novia tendrían la ocasión de liberar su frustración de una forma socialmente aceptable, de modo que la paz en la aldea no se vería turbada.

## Regiones
El Polterabend se celebra normalmente la tarde del viernes anterior a la boda, incluso en algunas regiones el jueves o el sábado de la semana previa. Si el Polterabend tiene lugar la víspera de la boda, se permite a los novios abandonar la celebración pronto (sobre medianoche) para evitar que tengan resaca al día siguiente (el Polterabend es una fiesta que se celebra incluso con más pasión y descontrol que la propia boda).
La costumbre descrita es solamente aplicable a Alemania. En Austria y Suiza, el término "Polterabend" es exactamente equivalente a "despedida de soltero".
En algunas zonas se celebra la llamada "Paube": la Paube puede celebrarse días o incluso semanas antes de la boda. Por un lado, está concebida como una especie de fiesta de compromiso; por otro, suele ir asociada a la inauguración del nuevo hogar común de la pareja y expresa la alegría de la vida juntos. La Paube suele ser una celebración menos fuerte que el Polterabend. Normalmente, se hace una barbacoa en la que el padre de la novia se encarga de la parrilla. En ciertas áreas del Hesse se prepara la tradicional salsa verde a base de siete tipos de hierbas aromáticas; al color verde y el número siete se les atribuye la virtud de atraer la buena suerte.

## Literatura
- Martin P. Richter: Gelungene Überraschungen für Polterabend und Junggesellenabschied, Friburgo, Urania, 2005. ISBN 3332016121 (en alemán).